# M.Hosahalli, Gubbi
M.Hosahalli là một làng thuộc tehsil Gubbi, huyện Tumkur, bang Karnataka, Ấn Độ.